# Пожарище (Бабушкинский район)
Пожарище — деревня в Бабушкинском районе Вологодской области.
Входит в состав Тимановского сельского поселения, с точки зрения административно-территориального деления — в Тимановский сельсовет.
Расстояние по автодороге до районного центра села имени Бабушкина составляет 50,5 км, до центра муниципального образования Тимановой Горы — 7,5 км. Ближайшие населённые пункты — Харино, Мулино, Варнавино, Подгорная.

## История
Согласно книге «Родословие Вологодской деревни», впервые деревня упоминается в письменных источниках в 1623 г. как деревня Ксенофонтьева или Пожарище Илезской волости Тотемского уезда. Населена была чёрносошными крестьянами.
Упоминается по состоянию на 1850 г., под названием Пожарища, в «Военно-статистическом обозрении Российской Империи».
Упоминается по состоянию на 1859 г. в списке населённых пунктов Вологодской губернии под номером 9793 в статусе села. Приводимые там сведения:

9793. Пожарище, село казенное, расположено при рѣкѣ Илезѣ, въ 63½ верстахъ отъ уѣзднаго города; содержитъ 31 дворъ, населеніе составляютъ 102 мужчины и 109 женщинъ; въ селѣ есть православная церковь.
До революции, по состоянию на 1881 г., Пожарище административно входило в Харинскую волость Тотемского уезда. В рамках церковного деления в 1882 г. деревня относилась к 1 округу Тотемского уезда — благочинию Раменской Георгиевской церкви (свящ. Фавст Яблонский):8, расположенной в деревне Раменье (ныне — Тарногский район Вологодской области).
В 1906 г, согласно «Списку лиц ... , имеющих право участвовать в Предварительном Съезде по выборам в Государственную Думу по Тотемскому уезду», в деревне Пожарище были:
- Синельное заведение (владелец — Арефий Алексеевич Поповский)[8]:16;
- Кузница (владелец — Андрей Алексеевич Поповский)[8]:16;
- Кузница (владелец — Андриан Тимофеевич Порошин)[8]:16;
- Мельница (владелец — Григорий Поповский)[8]:16;
- Мельница и кузница (владелец — Пётр Максимович Поповский)[8]:16.

Население по данным переписи 2002 года — 40 человек (18 мужчин, 22 женщины). Всё население — русские.
В деревне Пожарище расположены памятники архитектуры храмовый комплекс (церковь Воскресения, церковно-приходская школа), дом Поновского.

## Храмы
Расположенная в Пожарище Илезская церковь Воскресения Господня упоминалась уже в окладной книге монастырей и церквей Великоустюжской епархии 1755 г. В 1788 г. в приходе при церкви числилось 438 человек, в 1868 г. — 1121 В 1888 г. к приходу относилось 1435 прихожан:44.
Воскресенская каменная одноэтажная церковь была построена в XIX в., вместо сгоревшей. Строительство шло в течение 11 лет, при этом на производство работ было израсходовано 10488 руб. Часть суммы (467 руб.) пожертвовано местным священником Федором Ермолиным. В 1870 году церковь была окончательно достроена, покрыта железом, внутри оштукатурена и украшена стенной живописью, установлены новые иконостасы с резьбой и позолотой. Более всех прихожан при сборе пожертвований потрудился крестьянин Иван Григорьевич Поповский.
В деревне была и вторая, каменная зимняя церковь — Илезская Николаевская, выстроенная в 1812 г. В летнем храме было три престола: главный в честь Воскресения Христова, освященный 15 октября 1867 г., и придельные – во имя Покрова Божьей Матери, освященный 30 сентября 1869 г., в честь Смоленской Божьей Матери, освященный 30 сентября 1872 г. Теплый храм был также трехпрестольный. В нём размещались престолы во имя святителя Николая, освященный 30 сентября 1813 г., во имя преподобного Феодосия Тотемского, освященный 9 ноября 1887 г., во имя Василия Великого, освященный 6 октября 1891 г. В колокольне было четыре колокола.
При храме в 1889 г. была организована церковноприходская школа, располагающаяся в церковном доме, существовала достаточно богатая библиотека. В состав прихода входили деревни Мулино, Варнавино, Подгорная, Харино, Чупино, Стрелица.
После закрытия храма в 1935–1936 гг. в летнюю церковь ссыпали зерно, картофель, комбикорма. В зимней церкви был устроен клуб. Кирпичную ограду разобрали. В церковной сторожке до войны была изба-читальня, в войну – бесплатная столовая для многодетных. Уже в послевоенный период зимнюю церковь разобрали на кирпич для хозяйственных целей. Сельский Совет разрешил брать кирпич на личные нужды. Вероятно, разбирать начали в начале пятидесятых годов. Ещё в 1947 году в помещении зимнего храма проводились выборы в Верховный Совет. Под клуб был оборудован бывший «поповский» дом. Кладбище, расположенное рядом с церковью, полностью исчезло, на нем запретили хоронить ещё до войны. Деревянные могильные кресты сгнили, территорию распахали трактором. Сохранилось бывшее двухэтажное здание церковной сторожки и школы (первый этаж кирпичный, второй – деревянный). Нынешнее кладбище расположено вдоль левого берега реки Илезы напротив деревень Чупино и Харино.